# Stora ekumeniska mötet
Stora ekumeniska mötet (engelska: World Conference of Life and Work) anordnades av ärkebiskop Nathan Söderblom i Stockholm 1925. Mötet samlade samtliga stora kristna samfund, utom Romersk-katolska kyrkan och Pingströrelsen.